# Chobera bisulciforme
Chobera bisulciforme is een vlinder uit de familie van de grasmotten (Crambidae). De wetenschappelijke naam van deze soort is voor het eerst voorgesteld als Thliptoceras bisulciforme door Dandan Zhang in een publicatie uit 2014.

## Verspreiding
De soort komt voor in China (Guangxi).

## Type
- holotype: "male, 26.V.2010. leg. Wu Hong-sheng, Zhao Shu-ang & Tong Bo, genitalia slide No. ZDD10077"
- instituut: IESYU, Guangzhou, China
- typelocatie: "CHINA, Guangxi, Mt. Maoershan, 25°53'N, 110°25'E, Xing'an County"